# École des Beaux-Arts

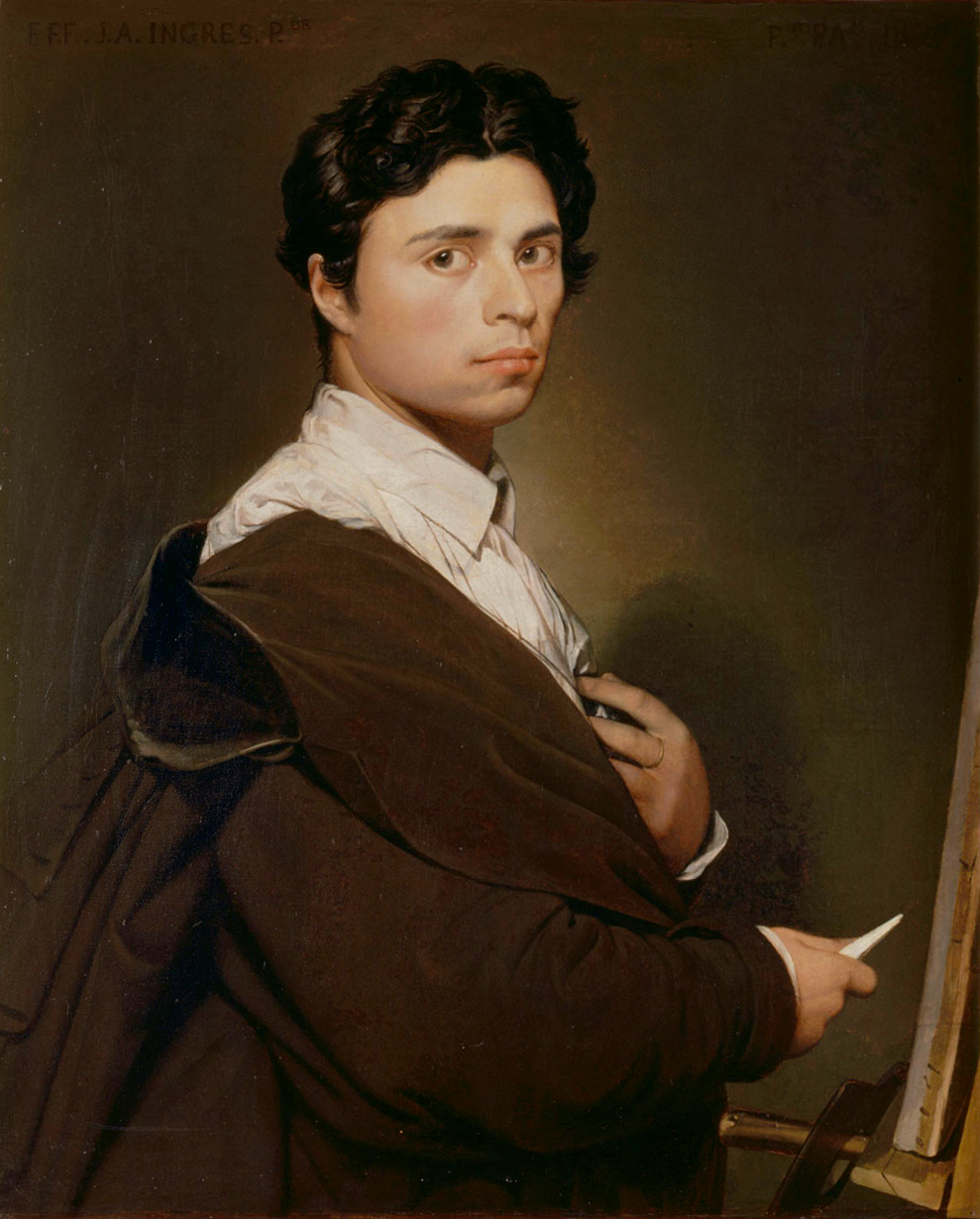
Ingres, Autorretrato.

École des Beaux-Arts ("Escuela de Bellas Artes") es un conjunto de influyentes escuelas de arte de Francia. La más famosa es la Escuela de Bellas Artes, actualmente ubicada en la orilla izquierda de París, al otro lado del Sena desde el Louvre, en el 6.º arrondissement. La escuela tiene una historia que se extiende durante más de 350 años, formando a muchos de los grandes artistas de Europa. El estilo Beaux Arts se modeló a partir de las antigüedades clásicas, conservando estas formas idealizadas y transmitiendo el estilo a las generaciones futuras.
Los orígenes de la escuela se remontan al año 1648, cuando la Academia de Bellas Artes fue fundada por el Cardenal Mazarino para educar a los estudiantes con más talento en dibujo, pintura, escultura, grabado, arquitectura y otros medios. Luis XIV seleccionaba a graduados de esta escuela para decorar los apartamentos reales en Versalles y en 1863, Napoleón III garantizó la independencia de la escuela respecto al gobierno, cambiando el nombre por el de École des Beaux-Arts. Las mujeres fueron admitidas a partir de 1897. De allí surgió el llamado estilo Beaux Arts, si bien en Francia es referido como estilo Napoleón III o ecléctico francés. 
El currículo se dividía en "Academia de pintura y escultura" y "Academia de Arquitectura", pero ambos programas se centraban en las artes clásicas y la arquitectura de la Antigua Grecia y Roma. Se requería que todos los estudiantes probasen su habilidad con tareas de dibujo básicas, antes de avanzar en el dibujo de figuras y pintura. Esto culminaba en una competición por el Premio de Roma, que permitía una beca para estudiar en Roma. Las tres rondas para obtener el premio duraban casi tres meses . Entre los artistas famosos que se educaron allí están Géricault, Degas, Delacroix, Fragonard, Ingres, Monet, Moreau, Renoir, Seurat y Sisley, entre muchos otros.
Los edificios de la escuela son en gran medida la creación del arquitecto francés Félix Duban, quien emprendió el edificio principal en 1830, realineando el campus, y hasta 1861 completando un programa arquitectónico hacia el Quai Malaquias.